# 李罗振
李罗振（韓語：이라진，1990年1月10日—），出生于首尔，韩国女子击剑运动员。她曾获得2014年亚洲运动会女子佩剑个人和女子佩剑团体金牌。她也在2010年亚洲运动会女子佩剑团体项目上获得银牌。